# 近江鉄道デハ1形電車
近江鉄道デハ1形電車（おうみてつどうデハ1がたでんしゃ）は、かつて近江鉄道が保有した電車。電化方式を直流600 Vから直流1,500 Vに変更した際に導入した。
本項では、デハ1形電車を改造したデハニ2形電車についても記述する。

## 導入に至る経緯
大正時代の後期は発電所の建設が各地で進み、それに伴って電化される地方私鉄が増えてきており、近江鉄道でも全線を電化する方針となった。そのはじめとして彦根 - 多賀間を直流600 Vで電化したが、経営の厳しかった近江鉄道には全線を電化できるほどの資金力がなかった。そこで滋賀県下を配電地域に置き、電力の大口の需要先として電鉄会社を求めていた宇治川電気に経営権をゆずることとなった。その資金力に支えられて1928年3月に高宮 - 貴生川間の電化工事および既存区間の昇圧工事が完成し、翌4月から電車の運転を開始した。その際に登場したのがこのデハ1形である。

## 前身

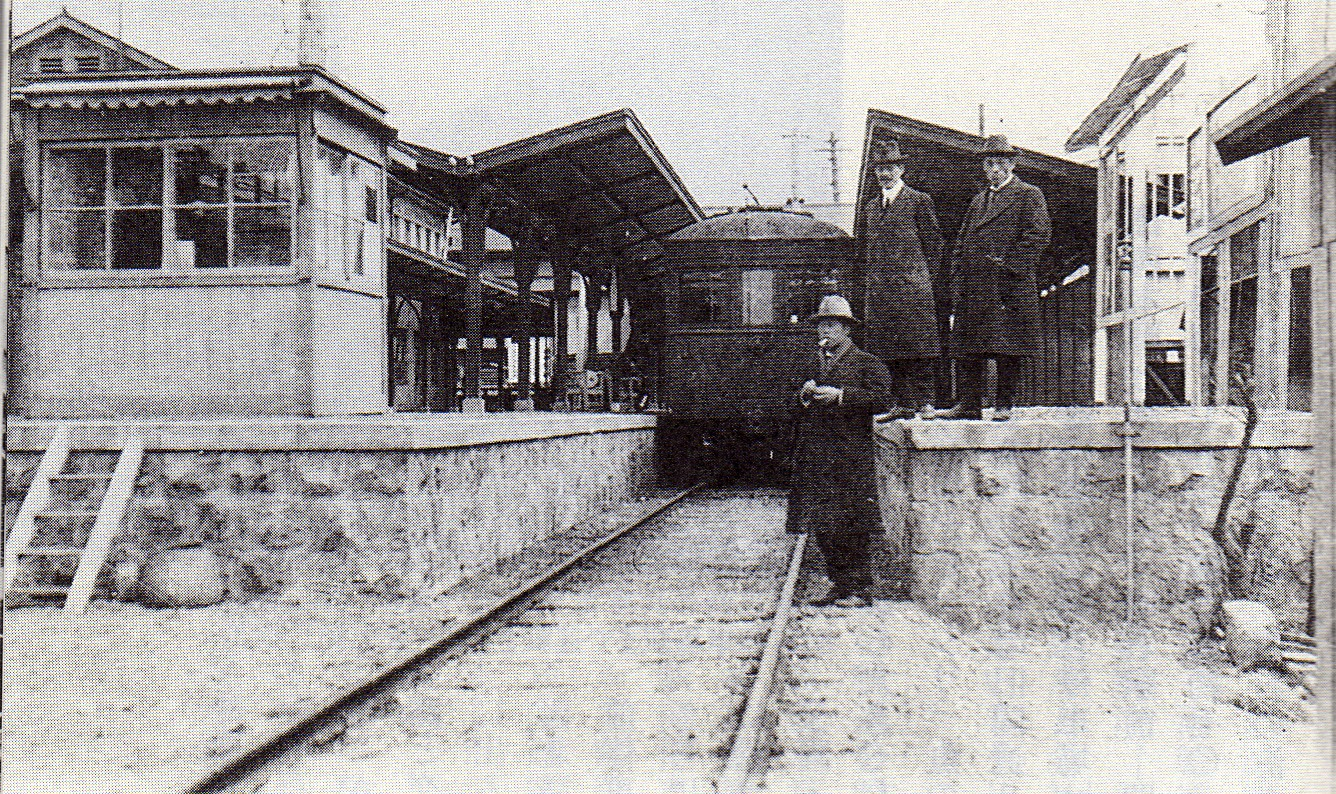
車体譲渡元の神戸姫路電気鉄道1形。
1924年3月20日　明石駅

1923年に神戸姫路電気鉄道（以降神姫電鉄という）が明石 - 姫路間を開通した際、1形を投入した。これは幅2,740 mmと大柄な車体で、当時において珍しい直流1,500 V電化の車両であり、高規格な線路を高速で走ることを前提とされた車両であった。その後、開通から4年経った1927年、兵庫-明石間を運営していた兵庫電気軌道と共に宇治川電気に買収され、両社は宇治川電気電鉄部となった。そこで兵庫 - 明石間の旧兵庫電気軌道の路線と明石 - 姫路間の旧神姫電鉄の路線を直通運転させることとなったが、兵庫電気軌道の建設した兵庫 - 明石間は路線規格が低く、架線電圧が600Vで、急曲線や併用軌道が多くあり、車両限界も小さかった。そのために高規格線路用の神姫電鉄1形は入線ができず、4年という若い車齢ながら廃車されることとなった。そこで同じく宇治川電気傘下であった近江鉄道へ神姫電鉄1形1～9の車体が譲渡されることとなり、譲渡にあたって川崎造船所にて改造と艤装が行われ、近江鉄道デハ1形1～9となった。

## 車体
長さ14.7 mのシングルルーフ木造車体で、両運転台の制御電動車である。側面扉は片側3ヶ所、前面は神姫電鉄時代にあった貫通扉が撤去された非貫通3枚窓で、側面窓配置は1D222D222D1である。屋根上はお椀型ベンチレーターを装備し、集電装置は神姫電鉄時代のトロリーポールから変更されてパンタグラフが搭載されている。
当時としては珍しく車体側面に広告用の枠が設けられており、催し物や沿線の行楽案内などを書いた鉄板を挿し込んで用いられた。

## 運用開始後
運用開始後は近江鉄道の主力形式として、単行あるいは付随車を1～2両引いて運転され、終着駅で折り返す際は連結位置を先頭に付け替えられた（機回し）。

### 改造
前照灯は登場時には腰部に掛替式のものが設置されていたが、1929年12月9日認可で屋根上へ移設された。なお、移設後も跡には取付具の帯板が残存していた。
デハ1形2～9は、1932年9月12日認可で手荷物室が設置され、デハニ2形2～9へと改称した。これは貴生川方の扉から窓2つ分の座席を撤去し、鎖で仕切った簡易なもので、荷物を搭載しない時は鎖を外して立席として使用された。改造により旅客定員が92名から76名に減少し、荷重が1トンに増加した。
登場時は運転台横に小型の方向幕が設置されていたが、後に使用が停止され、方向板が用いられるようになった。
1947年12月27日認可で歯車比が変更され、2:34から4:93になった。
1956年以降、西武鉄道から多数の制御車が転入し、終着駅で従来行っていた連結位置を先頭に付け替える作業が必要なくなったため、デハニ3・4が片運転台化された。

## 後身
1950年代後半になると車体の老朽化が目立ち始めたため1960年より鋼体化改造が行われることとなり、その際にモハ1形、モハ7形、モハ9形へと形式変更がなされた。。
1963年にデハ1がモハ9形モハ9に改造されてデハ1形は消滅し、デハニ2形は1966年3月にデハニ2・5がモハ1形モハ2・5に改造されたことで消滅した。
- モハ7形

デハニ4・7は1960年2月27日認可でモハ7形のモハ4・7に改造された。鋼体化したことになっているものの、実際はデハニ4は西武鉄道モハ211の、デハニ7は西武モハ214の車体に振り替えたものである。
デハニ4はモハ7形モハ4となったが、衝突事故の復旧時に車番をモハ4からモハ8に書き換えられている（後述）。
- モハ1形

デハニ2～6およびデハニ9は、1963年10月から1966年3月にかけて車体を自社工場で新製して鋼体化し、モハ1形モハ1～6となった。車号はデハニ9がモハ1に、デハニ2～6はモハ2～6となった。ただし、後述の理由から改造元のデハニ4は元々デハニ8であった車両である。
- モハ9形

デハ1は、1963年11月7日認可でモハ9形モハ9に改造された。これもデハ4（初代）・7と同様に、鋼体化名目で西武鉄道クハ1214・1215の車体に振り替えたものである。

### 車番振替
デハニ4は鋼体化改造が行われ、モハ7形モハ4となったが、改造された直後の1960年8月22日にED311との正面衝突事故に遭った（近江鉄道彦根口 - 高宮間正面衝突事故）。その後復旧される際に忌み数として車番がモハ4からモハ8に書き換えられ、それに伴ってデハニ8はデハニ4に書き換えられた。そのため、車番が書き換えられる前後で車籍と現車が一致しないことになり、現車は前述の通りデハニ4→モハ7形モハ4→モハ7形モハ8、デハニ8→デハニ4→モハ1形モハ4と変遷したのに対して、車籍上はデハニ4→モハ1形モハ4、デハニ8→モハ7形モハ8となった事になっている。